# Аирчинское озеро
Аирчи́нское о́зеро (укр. Аїрчинське озеро, крымскотат. Ayırça gölü, Айырча голю) — солёное озеро, расположенное на западе Сакского района. Площадь — 0,5 км². Тип общей минерализации — солёное. Происхождение — лиманное. Группа гидрологического режима — бессточное.

## География
Входит в Евпаторийскую группу озёр. Площадь водосборного бассейна — 13,8 км². Длина — 1 км. Ширина наибольшая — 0,37 км. Высота над уровнем моря: −0,3 м. Ближайший населённый пункт — село Витино, расположенное непосредственно восточнее озера.
Аирчинское озеро отделено от Чёрного моря перешейком по которому проходит дорога без твёрдого покрытия. Озёрная котловина водоёма неправильной округлой удлинённой формы вытянутая с севера на юг. На юго-востоке к озеру прилегают солончаки, на севере в озеро впадают сухоречья. Берега пологие. Реки не впадают.
На дне залегает толща донных отложений: илистые чёрные в верхнем слое, затем серые и стально-серые, иногда с голубоватым оттенком. Высшая водная растительность развивается успешно лишь в опреснённых верховьях озёр и у выходов маломинирализованных подземных вод. Озеро зарастает водной растительностью преимущественно на опреснённых участках — в лагунах у пересыпей, в устьях впадающих балок, в зоне выходов подземных вод. Тут интенсивно развиваются различные водоросли, вплоть до цветения воды. В некоторые годы водоросли придают летом озёрной рапе красноватый или зеленоватый оттенок.
Среднегодовое количество осадков — около 400 мм. Питание: смешанное — поверхностные и подземные воды Причерноморского артезианского бассейна, морские фильтрационные воды.

## Хозяйственное значения
Грязи (иловые сульфидные приморского типа) озера отнесены к категории лечебных и поэтому озеро является местом рекреации. Представляет собой одно из 14 грязевых месторождений Крыма, имеющих утверждённые Советом министров УССР зоны санитарной охраны.